# Skytostreptus bukobanus
Skytostreptus bukobanus är en mångfotingart som beskrevs av Carl Graf Attems 1927. Skytostreptus bukobanus ingår i släktet Skytostreptus och familjen Spirostreptidae. Inga underarter finns listade i Catalogue of Life.